# Mecostibus minimus
Mecostibus minimus är en insektsart som beskrevs av Ritchie, J.M. 1988. Mecostibus minimus ingår i släktet Mecostibus och familjen Lentulidae. Inga underarter finns listade i Catalogue of Life.